# Meyuns
Meyuns is een kleine stad in de staat Koror in Palau. Het is de op een na grootste plaats van Palau.